# Jardín Botánico Municipal Ulisse Aldrovandi
El Jardín Botánico Municipal Ulisse Aldrovandi (en italiano: Civico Orto Botanico "Ulisse Aldrovandi"), también conocido como Civico Giardino Botanico "Ulisse Aldrovandi", es un jardín botánico municipal en San Giovanni in Persiceto. Su código de identificación internacional como institución botánica es ULIS. 

## Localización
El jardín botánico se ubica en el área delle Terred'acqua, el área metropolitana de la llanura de Bolonia, en Vicolo Baciadonne 1 I-40017 San Giovanni in Persiceto, Emilia-Romagna, Italia.
44°38′N 11°11′E / 44.633, 11.183

## Historia
El jardín botánico fue creado en 1985, y nombrado en honor del reconocido naturalista Ulisse Aldrovandi. 

## Colecciones
Alberga una colección de plantas mediterráneas con unos 300 tipos de plantas locales del valle del Po y Emilia-Romagna, además de un observatorio astronómico, planetarium, museo con una colección de meteoritos y otras piedras, todo lo cual forma parte del Museo del Cielo e della Terra.